# 科靈頓 (北卡羅萊納州)
科靈頓（英語：Colington）是位於美國北卡羅萊納州戴爾縣的非建制地區。

## 歷史
科靈頓的郵局於1889年設立，其後於1945年停運。

## 地理
科靈頓所處的海拔為高於海平面3米（即10英呎），而該地所採用的時區為UTC-5，即北美东部时区（EST）。同時該地設有夏令時間，為UTC-5調快一小時，即UTC-4（EDT）。